# Copiapoa megarhiza
Copiapoa megarhiza es una especie de planta suculenta perteneciente al género Copiapoa, dentro de la familia Cactaceae. Es endémica del norte de Chile (concretamente del desierto de Atacama).

## Descripción

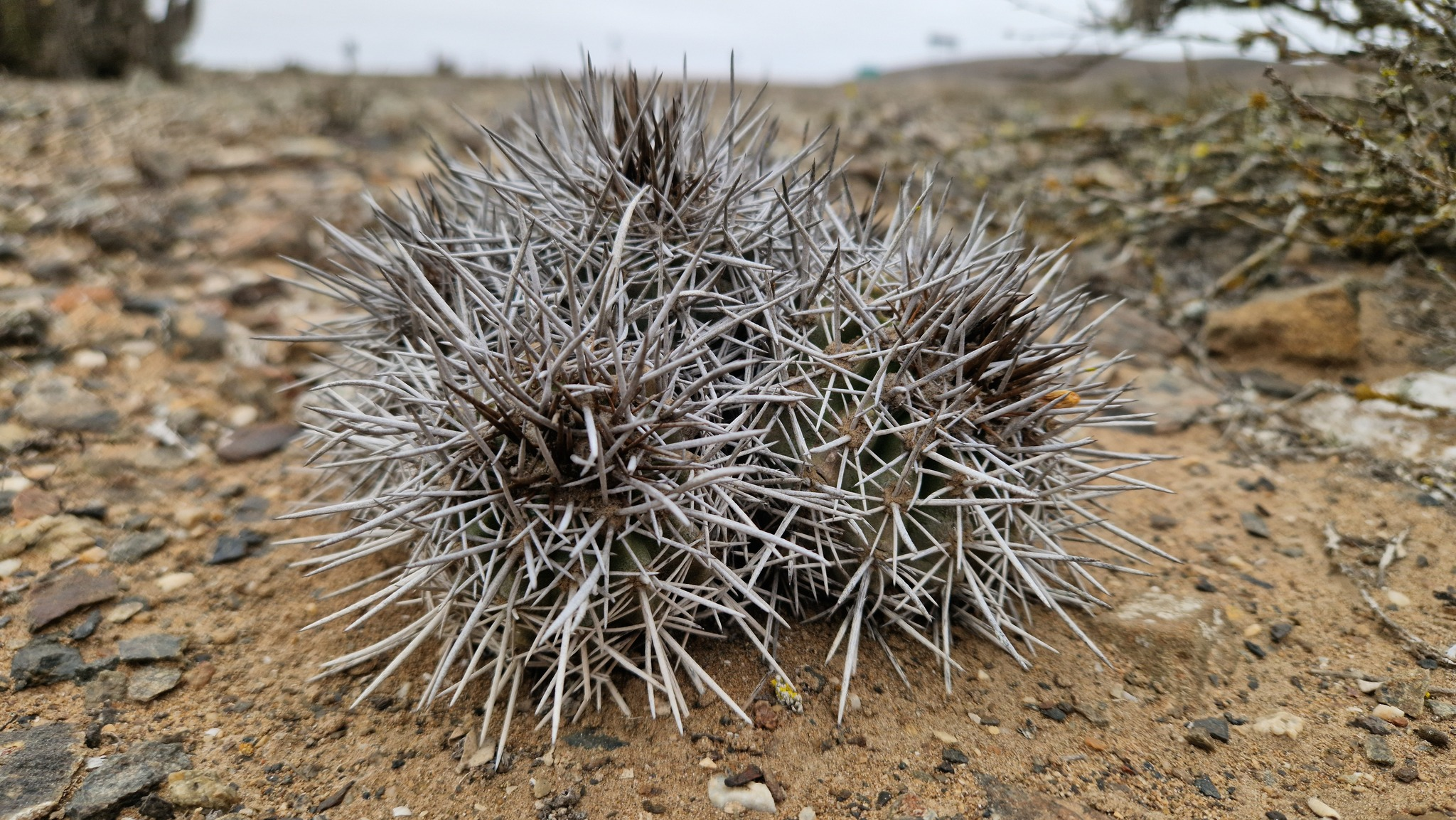
Detalle de las espinas

Copiapoa megarhiza es una especie de cactus muy espinoso, de tallo solitario o algo ramificado. Su forma va de esférica a algo alargada y son de color gris verdoso. Miden de 10 a 25 cm de largo y de 7 a 10 cm de diámetro. Presentan el ápice cubierto de lana gris y tienen raíces pivotantes grandes y tuberosas. 
Presentan de 13 a 17 costillas escasamente divididas en tubérculos y apenas ensanchas en las areolas. Éstas son redondo-ovaladas y miden de 0,4 a 0,7 cm de diámetro. Tienen espinas gruesas, en su mayoría de color amarillo a negro, tornándose grises con la edad. Entre ellas se distinguen hasta 4 espinas centrales gruesas, que van de rectas a curvas y miden hasta 4 cm de largo. También hay de 8 a 10 espinas radiales algo curvadas y de hasta 3 cm de largo.

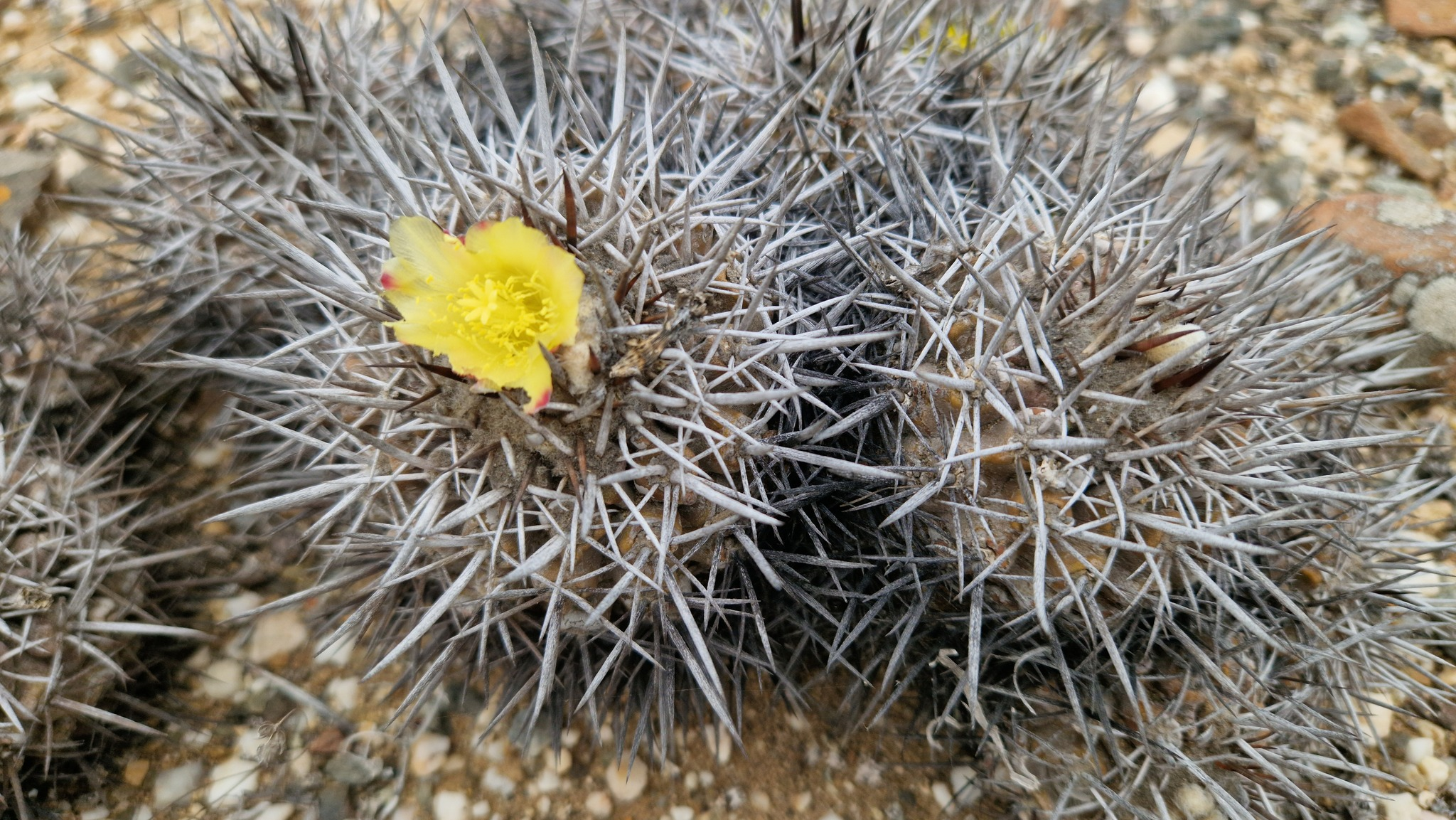
Detalle de la flor

Las flores tienen forma de embudo, son de color amarillo y miden hasta 3 cm de largo. Los frutos son de color verde oliva, tienen forma ovoide y miden hasta 1,5 cm de diámetro. Tienen numerosas escamas anchas y carnosas cerca del borde, y algunas en la parte inferior. En su interior contienen semillas negras y brillantes.

## Distribución y hábitat

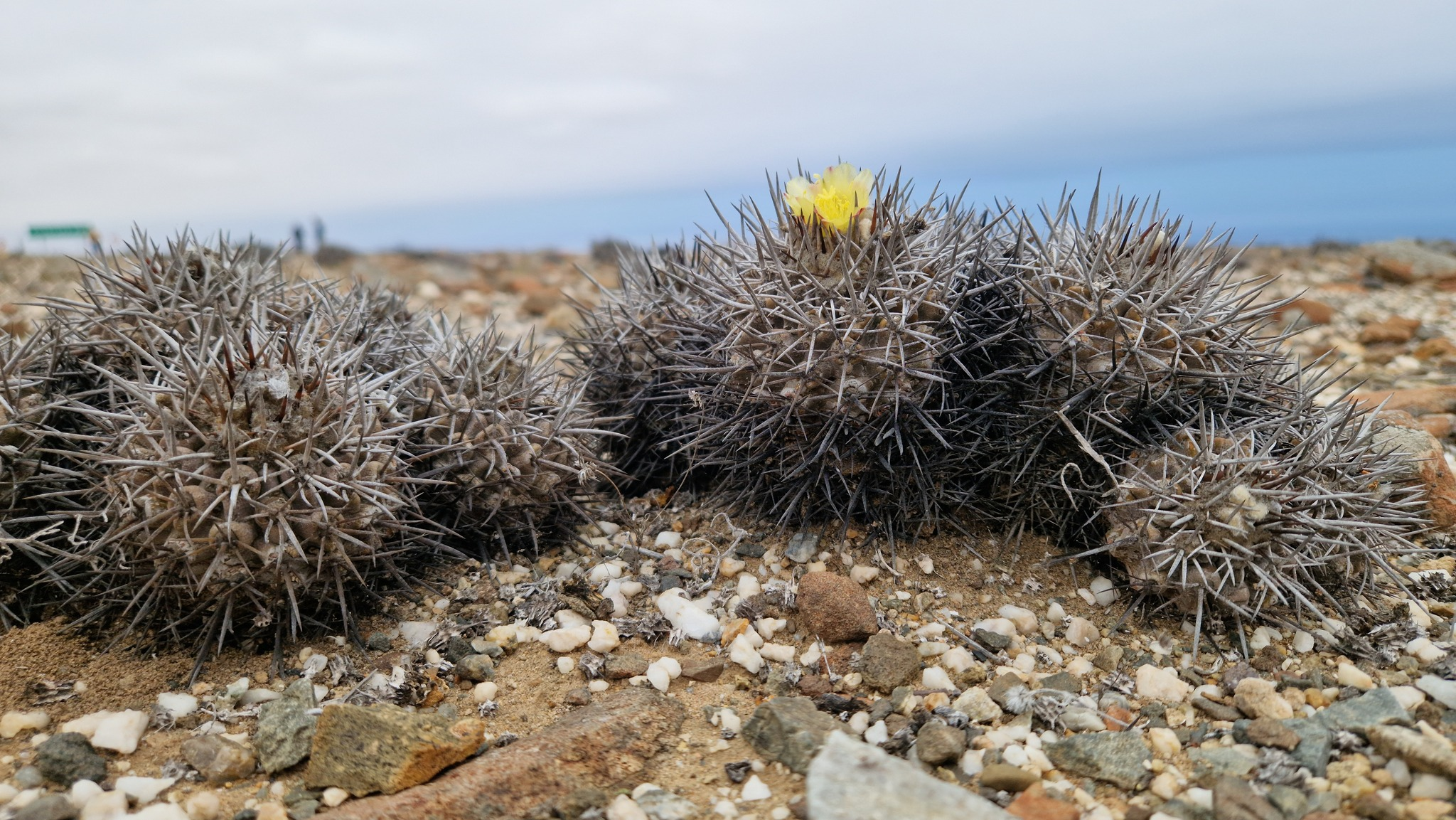
En su hábitat

El área de distribución nativa de esta especie es el norte de Chile (concretamente del desierto de Atacama) y crece principalmente en biomas desérticos o de matorrales secos, desde la costa hasta los 800 m de altitud. Se desarrolla en terrazas aluviales y en laderas rocosas de cerros orientados al norte.

## Taxonomía
Copiapoa megarhiza fue descrita por los botánicos estadounidenses Nathaniel Lord Britton y Joseph Nelson Rose y publicada por primera vez en el libro The Cactaceae; descriptions and illustrations of plants of the cactus family 3: 89 en el año 1922.
Etimología
- Copiapoa: nombre genérico que hace referencia a la ciudad chilena de Copiapó, ubicada en el desierto de Atacama, lugar donde se encuentran la mayoría de las especies de este género.
- megarhiza: epíteto específico que deriva de las palabras griegas mega (que significa "grande"), y rhiza (que significa "raíz"), haciendo referencia a las raíces grandes y pivotantes de la especie.[3]

## Estado de conservación
En la Lista Roja de Especies Amenazadas de la UICN, la especie está clasificada como “En Peligro (EN)”.
Las principales amenazas que sufre la especie se deben a la recolección ilegal y las sequías prolongadas que resultan de la reducción de la duración de la temporada de camanchaca (niebla costera) debido al cambio climático, ya que esta niebla es la principal fuente de agua para estas plantas. Además también les influye la industria, la urbanización, la construcción de carreteras y los vertederos ilegales, principalmente en las subpoblaciones del norte cercanas a Copiapó. También se ven afectadas por el desarrollo de parques fotovoltaicos y sus líneas de transmisión, así como el cambio de uso del suelo para la producción de granadas.

## Usos
Se cultiva principalmente como planta ornamental y su propagación se realiza a través de esquejes o semillas.